# Lycée du Parc
A Lycée du Parc egy állami középiskola Lyon 6. kerületében, Franciaországban. Nevét a Parc de la Tête d'Or, Európa egyik legnagyobb városi parkjáról kapta, amely a közelben található.
Líceumi szintű oktatást biztosít, és felkészítő osztályokat vagy prépákat is kínál, amelyek felkészítik a tanulókat az olyan elit Grandes Écoles-ba, mint az École Polytechnique, a CentraleSupélec, az École des Mines de Paris, az ESSEC Business School, az ESCP Business School és a HEC Paris.
Az iskola az egykori Lunette des Charpennes helyén épült, amely a 19. században épült Ceintures de Lyon erődrendszer része.

## Ismert diákok
- Georges Bidault, francia politikus, újságíró, ellenálló, 1946. június 24. és december 16. között ideiglenes kormányfő, és de facto Franciaország elnöke
- Benoît Mandelbrot, származású francia–amerikai matematikus
- Jean Vuarnet, aranyérmes francia alpesisíző